# Värskär, Västervik
För andra betydelser, se Värskär.

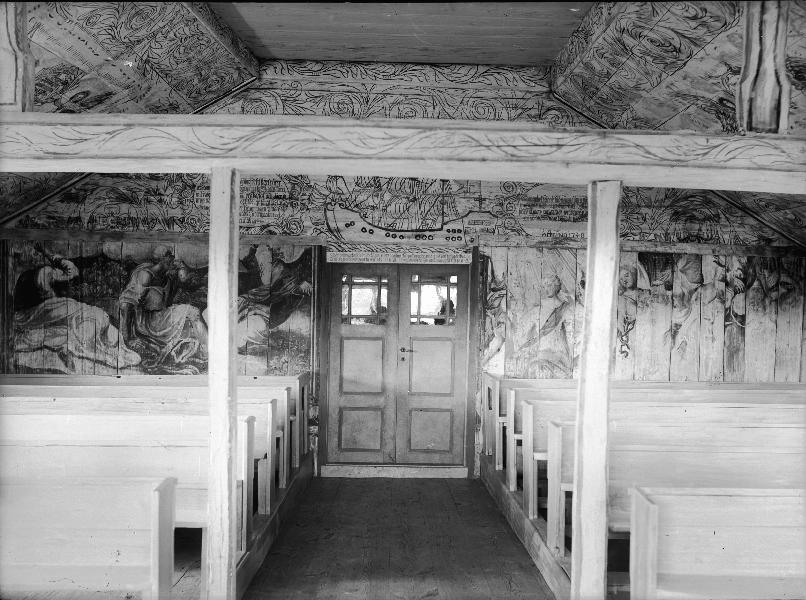
Väderskärs kapell

Värskär eller sedan 1928 Väderskär är en ö och ett fiskeläge i Loftahammars socken, Västerviks kommun, Tjusts skärgård.
Värskär har sedan gammalt lytt under Fågelvik och nyttjades främst som tillfälligt fiskeläge, men hade redan på 1700-talet sedan länge även en fast befolkning. I början av 1800-talet bodde omkring 100 personer på ön. Såväl fisket som fiskelägets sammankomster och gudstjänster leddes av hamnfogden. Då Värskär 1872 friköptes övertogs hamnfogdens roll av byns ålderman. För sammankallande till bystämma användes en bytrumma som numera finns på Nordiska museet. Den är Sveriges äldsta bevarade bytrumma, åldern är okänd, men den omtalas första gången 1738. Nils Månsson Mandelgren besökte Värskär på 1848 och tecknade då av fiskeläget. Han beskrev även en bröllopsmiddag på ön, där man bjöds på först lutfisk, därefter färsk kokt torsk, kolja, gädda, stekt sill, kokt sill, flundra, ål med mera, därefter torsklever och rom, fisksoppa och till efterrätt torkad sjöfågel. Evert Taube besökte 1923 Värskär men beskrev då ön som en karg och underlig ö nära havet med otillgängliga och misstänksamma innevånare, han menade att det vilade en obeskrivlig tristess över det hela. Numera finns bara ett par fastboende familjer kvar på ön.
Ett kapell flyttades från Fågelvik ut till Värskär under slutet av 1600-talet. Under brädfodringen finns årtalet 1663 inskuret, men det är osäkert om det syftar på byggåret eller året då kapellet flyttades till Värskär. Åtminstone 1687 fanns kapellet på ön. Kapellets tak är dekorerad med allmogemålningar från omkring 1740. Väggarna pryds av barockmålningarna som flyttats till kapellet från Fågelvik 1738. Bland kapellets inventarier märks två nummertavlor från 1704 och några gamla bänkar med bomärken för att markera fiskarnas platser i kapellet.